# M.O
앰 포인트 오(M.O)는 잉글랜드의 여성 트리오이다. 이전 그룹 미니 비바와 더치스(Duchess)가 해체된 후, 2012년 모여서 결성했다. 2014년, 데뷔 싱글 "For A Minute"을 발매했다. 이후 2014년 말, 곡 "Dance on My Own"을 발매했다.

## 음반 목록

### EP
- Good Friends (2016)
- Who Do You Think Of? (2016)